# Meškova pot
Meškova pot je krožna pohodniška pot v spomin na slovenskega duhovnika in pisatelja Franca Ksaverja Meška. Začne in konča se pri cerkvi sv. Roka na Selah, kjer je opravljal svojo službo in nadaljuje po pobočjih dveh hribovskih vasi, Sel in Vrh, kjer je preživel večji del svojega življenja. Pot je prehodna v petih urah in je dolga 14 km. 

## Potek poti
1. Cerkev sv. Roka
2. Meškova soba
3. Kapelice - božja znamenja
4. Hrasti ob poti
5. Kmetija Breznik
6. Samčeva kašta
7. Vas Sele
8. Razpotje
9. Jurjevka
10. Strčkov britof
11. Kmetija Pernjak
12. Dularjev graben
13. Priterška lipa
14. Koplenov vrh
15. Mežnarjeva smreka
16. Gostišče Neža
17. Cerkev sv. Neže
18. Vodno zajetje
19. Domačije ob poti
20. Pot na Sele
21. Gostilna Miklošič
22. Vrnitev k sv. Roku

### Opis poti
Meškova pot se prične pri cerkvi sv. Roka na Selah, ki je veljal za zaščitnika pred boleznijo. Zbirko predmetov in dokumentov o njegovem življenju so aprila 2013 prestavili iz župnije v Koroški pokrajinski muzej v Slovenj Gradcu. Nadaljuje se mimo znamenj oz. kapelic, ki so jih postavili v zahvalo za ozdravitev, ter mimo hrastov, o katerih je Meško pisal v svojih novelah. Sledi kmetija Breznik in Samčeva kašta, ki je ena redkih ohranjenih na Selah. Pot nas pripelje do strnjenega naselja petih domačij, ki so oblikovane v celkih. Pri spomeniku padlim domačinom v 2. sv. vojni se razcepi. Pot pri lipah zavije desno in se nadaljuje med njivami in travniki. Gozdnata vzpetina na levi se imenuje Jurjevka. Desno pripelje do Strčkovega britofa, kjer je v preteklosti šla rimska cesta iz Koroške na Štajersko. Pri kmetiji Pernjak se odpre pogled na Vrhe in Pežlov vrh ter del Sel, v ozadju pa je vidno Pohorje. Ob robu gozda pot pelje v Dularjev graben, kjer po prečkanju ceste spet zavije v gozd. Mimo lipe, za katero ljudje trdijo, da jo je dal zasaditi češki kralj Otokar, se vzpnemo na Koplenov vrh. Pri sedmih kamnih, ki so spomenik padlim borcem v času NOB, se pot vzpne do cerkvice sv. Neže, ki je skrita v jami. K sv. Roku se pot vrača po stari poti, mimo Pežkove domačije in gostilne Miklošič.

### Zanimivosti
Pot je urejena za kolesarje. Po asfaltirani ali makadamski cesti pripelje na višino 420 m n. m. Ob prvi polni luni Turistično društvo Murn organizira tradicionalni nočni pohod. Januarja 2013 se je odvijal enajstič.